# Upper Kao
Upper Kao är en klan i Liberia.   Den ligger i regionen Sinoe County, i den södra delen av landet, 230 km sydost om huvudstaden Monrovia.